# Dagmar Rosenbauer (Produzentin)
Dagmar Rosenbauer (* 1956 in Butzbach, Hessen) ist eine deutsche Film- und Fernsehproduzentin. Sie ist Geschäftsführerin der Cinecentrum Berlin und Hamburg, einem Tochterunternehmen von Studio Hamburg.

## Leben
Dagmar Rosenbauer studierte von 1976 bis 1982 in Köln Theater-, Film- und Fernsehwissenschaften, Germanistik und Philosophie mit Magisterabschluss. Von 1982 bis 1990 war sie Redakteurin im Programmbereich Kultur und Wissenschaft beim WDR. Anschließend war sie bis 1992 Referentin des WDR-Intendanten Friedrich Nowottny. Von 1992 bis 1995 arbeitete sie als Producerin bei der Regina Ziegler Filmproduktion in Berlin, bevor sie 1996 als Geschäftsführerin zur Multimedia Berlin ging, die seit Januar 2002 unter dem Namen Cinecentrum Berlin firmiert. 2015 übernahm Dagmar Rosenbauer die Geschäftsführung der Cinecentrum Hamburg. Die Cinecentrum ist ein Tochterunternehmen von Studio Hamburg, das Fernsehfilme und -serien wie zum Beispiel die erfolgreiche ZDF-Serie SOKO Wismar produziert. Dagmar Rosenbauer ist mit dem ehemaligen ORB-Intendanten Hansjürgen Rosenbauer verheiratet und lebt in Berlin.

## Auszeichnungen
Der von Dagmar Rosenbauer produzierte Kinderfilm Küss mich, Frosch erhielt den „Rockie Award“ 2000 als bester Kinderfilm auf dem Banff World Television Festival, Kanada. Hartmut Schoen, der Autor und Regisseur und die Hauptdarsteller des Filmes Der Grenzer und das Mädchen haben 2005 in Straßburg den europäischen CIVIS-Preis für Integration gewonnen. 2012 erhielt Dagmar Rosenbauer zusammen mit Gloria Burkert und Dominik Graf den Deutschen Entertainment Preis (DIVA) in der Kategorie „Bester Film“ für Das unsichtbare Mädchen.

## Filmografie (Auswahl)
- 1996: Obsession
- 1999: Warten ist der Tod (Fernsehmehrteiler)
- 2000: Küss mich, Frosch (Fernsehfilm)
- 2003: Die andere Frau (Fernsehfilm)
- 2003: Dornröschens leiser Tod (Fernsehfilm)
- seit 2003: SOKO Wismar (Fernsehserie)
- 2004: Die Mandantin (Fernsehfilm)
- 2005: Der Grenzer und das Mädchen (Fernsehfilm)
- 2005: Reife Leistung (Fernsehfilm)
- 2006: Vertraute Angst (Fernsehfilm)
- 2007: Das Geheimnis im Wald (Fernsehfilm)
- 2007: Augenzeugin (Fernsehfilm)
- 2008: Woche für Woche (Fernsehfilm)
- 2009: Tatort: … es wird Trauer sein und Schmerz (Fernsehreihe)
- 2009: Die Zeit der Kraniche (Fernsehreihe)
- 2010: Tatort: Der letzte Patient
- 2010: Tatort: Mord in der ersten Liga
- 2010: Alleingang (Fernsehfilm)
- 2011: Der Mann auf dem Baum (Fernsehfilm)
- 2011: Das unsichtbare Mädchen (Fernsehfilm)
- 2012: Der Sturz – Honeckers Ende (Dokumentarfilm)
- 2012: Ein Fall von Liebe – Annas Baby (Fernsehfilm)
- 2013: Tatort: Kaltstart
- 2014: Tatort: Die Feigheit des Löwen
- 2014: Ein Fall von Liebe (Fernsehserie)
- 2014: Tatort: Frohe Ostern, Falke
- 2014: Unverschämtes Glück (Fernsehfilm)
- 2015: NaturNah (Dokumentarreihe, Folge Gärten mit Fernblick – Hamburgs grüne Dächer)
- 2015: Milliardengrab Atomkraft (Dokumentarfilm)
- 2015: NaturNah (Dokumentarreihe, Folge Die Billerhuder Insel – Inselleben in der Stadt)
- 2015: die nordreportage (Dokumentarreihe, Folge Streife auf vier Hufen)
- 2015: die nordreportage (Dokumentarreihe, Folge Rettet den Leuchtturm)
- 2015: Tatort: Spielverderber
- 2016: Tatort: Taxi nach Leipzig
- 2017: Tatort: Böser Boden
- 2017: Tatort: Dunkle Zeit
- 2018: Die Affäre Borgward
- 2019: Ein verhängnisvoller Plan
- 2021: Tatort: Macht der Familie
- 2022: Tatort: Tyrannenmord